# Willem Charles Ghislain van Merode
Willem Charles Ghislain van Merode (Brussel, 16 september 1762 - Everberg, 18 februari 1830) of Guillaume Charles Ghislain, was graaf van Merode en van het Heilig Roomse Rijk, achtste markies van Westerlo en Trélon en prins van Rubempré-Everberg. Hij erfde eveneens de titel baron van Ronse en was de laatste om die te dragen.

## Voorouders en nazaten
Hij was de enige zoon van Filips Maximiliaan van Merode (4 juli 1729 - 25 januari 1773) en Marie Catherine Josephe van Merode (10 april 1743 - 26 maart 1794), gravin van Merode en prinses van Rubempré en Everberg.
Op 1 juni 1778 huwde hij met Marie Josèphe Félicté Ghislaine d'Ongnies de Mastaing (1760-1842), prinses van Grimbergen, en ze zijn de voorvaders van alle na hen geboren Merodes. Ze kregen de volgende kinderen:
- Henri Marie Ghislain van Merode (1782-1847) trouwde met Louise de Thesan du Pourjol (1787-1862)
  - Charles de Merode (1824-1892), volksvertegenwoordiger, senator, voorzitter van de senaat.
    - Henri de Merode (1856-1908), minister van buitenlandse zaken, voorzitter van de senaat.
- Françoise Louise Ghislaine van Merode (1787-1875)
- Philippe "Félix" Balthazar Otto Ghislain van Merode (Maastricht, 13 april 1791 - Brussel, 7 februari 1857). Hij trouwde met Rosalie de Grammont. Hij droeg bij tot het opstellen van de grondwet van het onafhankelijk België.
- Louis Frédéric Ghislain van Merode (1792-1830)
- Werner Jean Baptiste Ghislain van Merode (1797-1840) trouwde met Victoria de Spangen Uyternesse.

## Loopbaan
In de Oostenrijkse Nederlanden was hij kamerheer van de Oostenrijkse keizer en in 1788 ambassadeur in Den Haag. In 1794 emigreerde hij met zijn gezin naar Duitsland en kwam pas in 1800 terug.
Onder het Franse Bewind was hij maire van Brussel (1805-1810) en lid van de Senaat (1809-1814). Dit laatste bracht mee dat hij in 1809 verheven werd tot comte de l'Empire.
Tijdens de snelle opeenvolging van voorlopige besturen vanaf februari 1814, werd Willem van Merode in augustus 1814, onder het nieuwe staatshoofd Willem van Oranje, een van de zeven leden van de 'Geheime Raad' in de voorlopige regering.
Op 5 maart 1816 werd De Merode benoemd in de Ridderschap van Henegouwen; dit besluit werd ingetrokken. Op 18 juni 1823 verkreeg hij adelserkenning met de titels 'markies van Westerloo' en graaf, de titel van markies overdraagbaar bij eerstgeboorte en de titel van graaf/gravin voor alle andere Merodes. Op 15 oktober 1823 verkreeg hij de titel 'prins de Rubempré en van Eve(r)berg', overdraagbaar bij eerstgeboorte. In 1817 verkreeg zijn echtgenote, gravin Marie Josèphe Félicité Ghislaine (de Mastaing) d'Ongnies, machtiging om de titel van prinses van Grimbergen te blijven voeren; de titel ging bij eerstgeboorte over op de nakomelingnhen van het echtpaar de Merode-d'Ongnies.
Hij werd ook nog grootmaarschalk aan het hof van Willem I en ambassadeur.
Hij werd begraven in de Miniemenkerk en kreeg er een epitaaf gemaakt door Willem Geefs.

## Publicatie
- Souvenirs du comte de Merode-Westerloo, comte de Merode d'Oignies, Mémoires

## Literatuur

Wapen Willem Ch. Gh. van Merode